# Willitoft
Willitoft – osada w Anglii, w hrabstwie East Riding of Yorkshire. Leży 37 km na zachód od miasta Hull i 260 km na północ od Londynu.